# Llista de fonts i mines de Sabadell

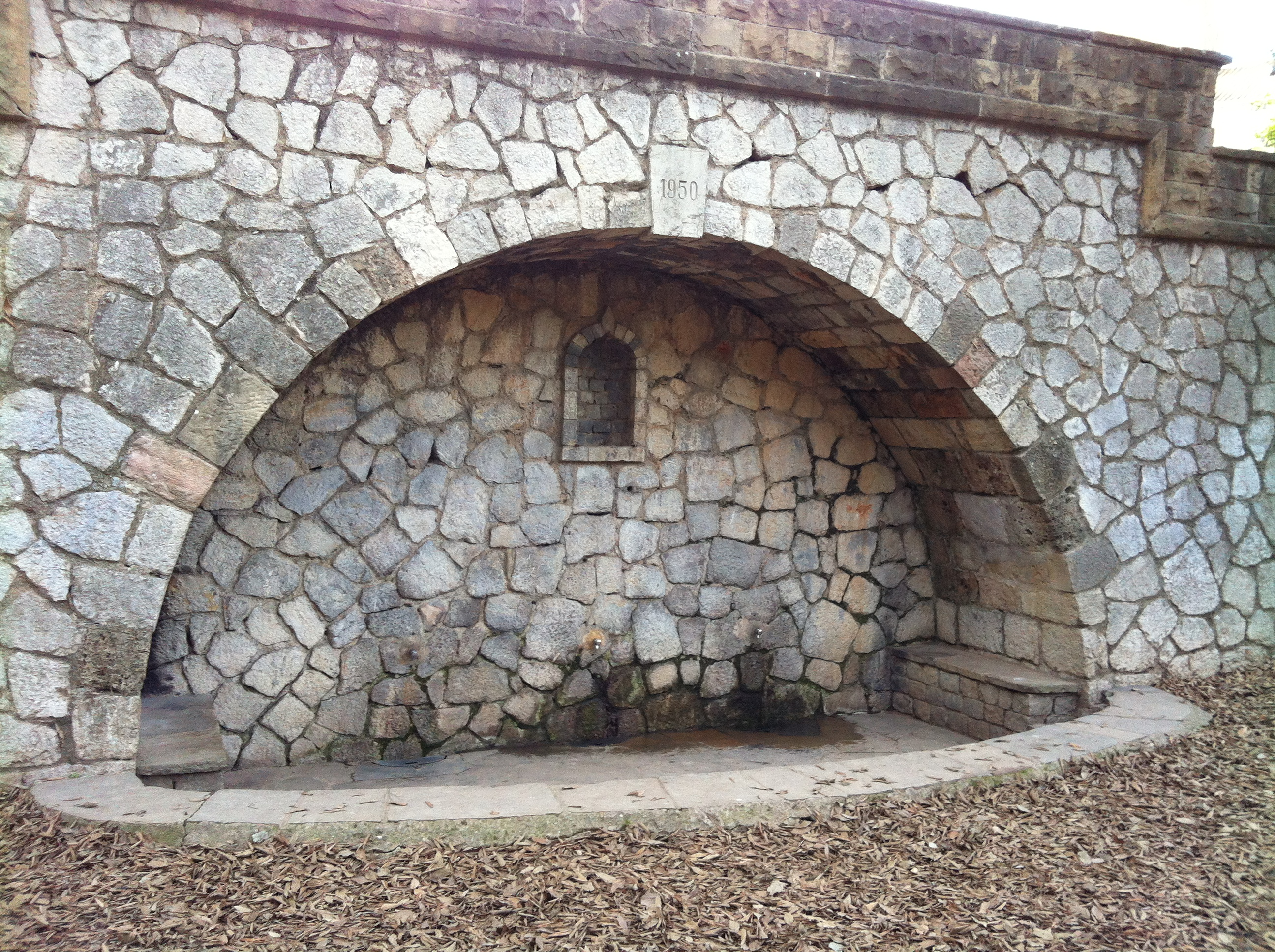
Font Nova de la Salut

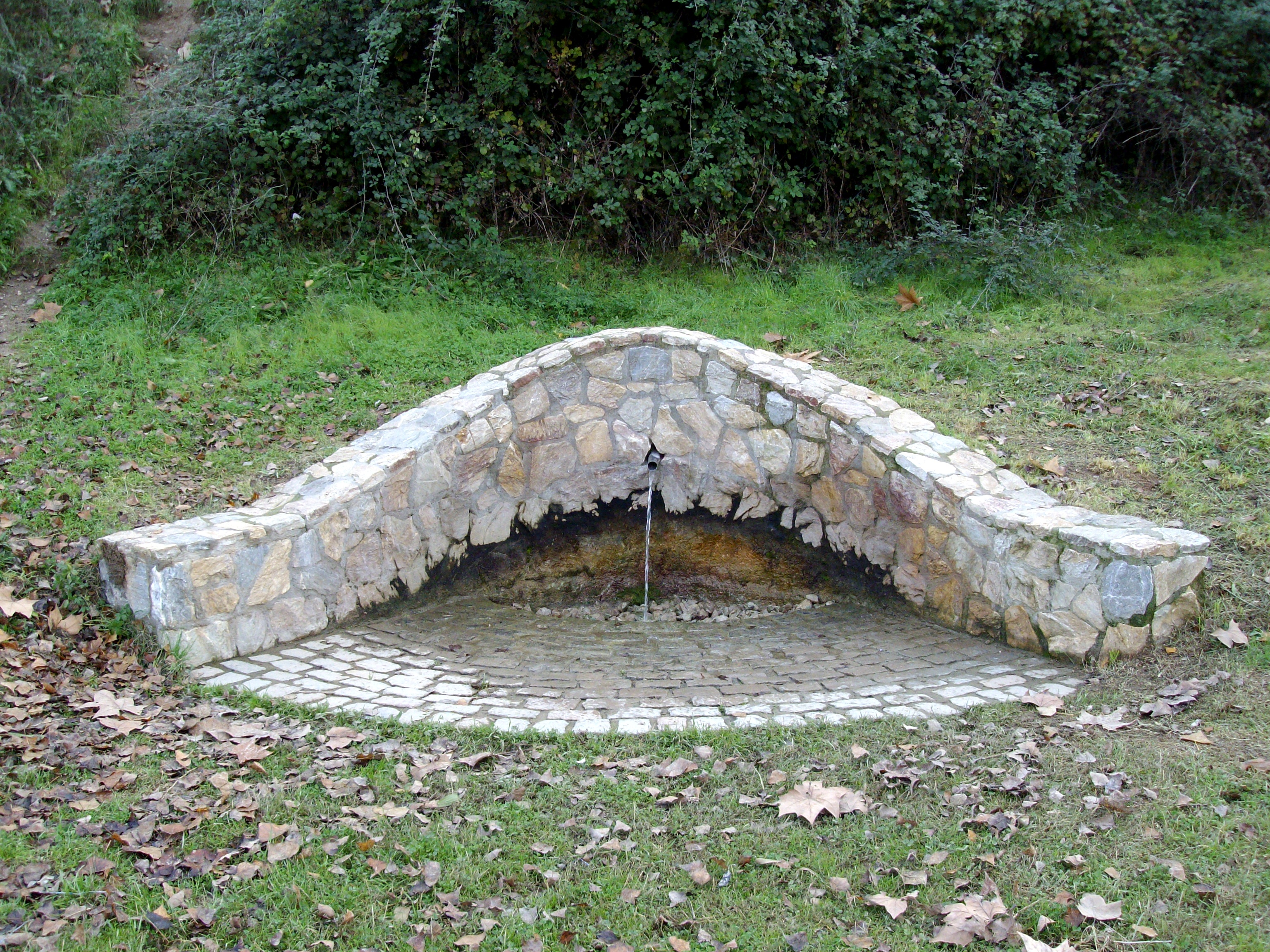
Font del Canyar

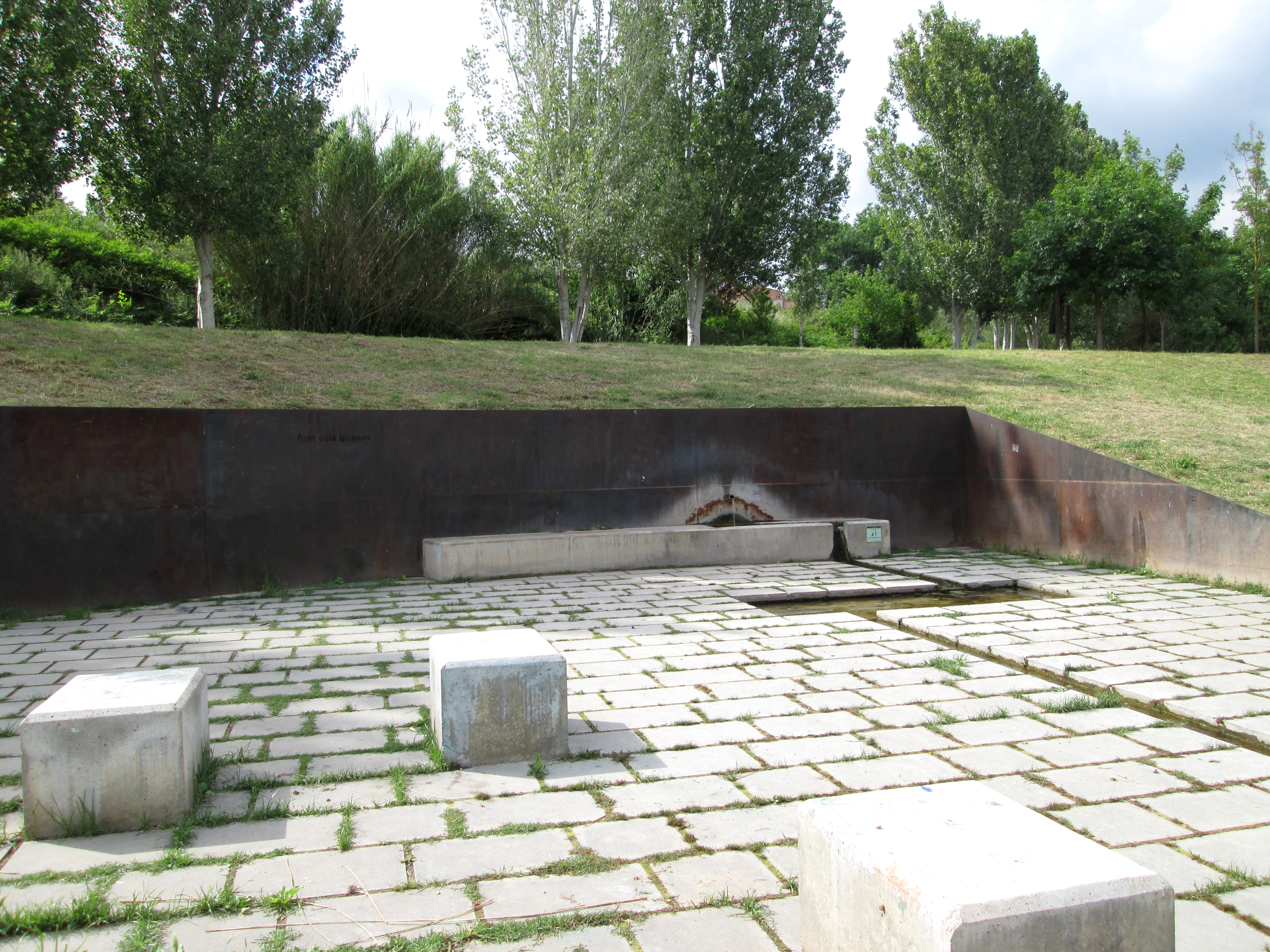
Font dels Gitanos

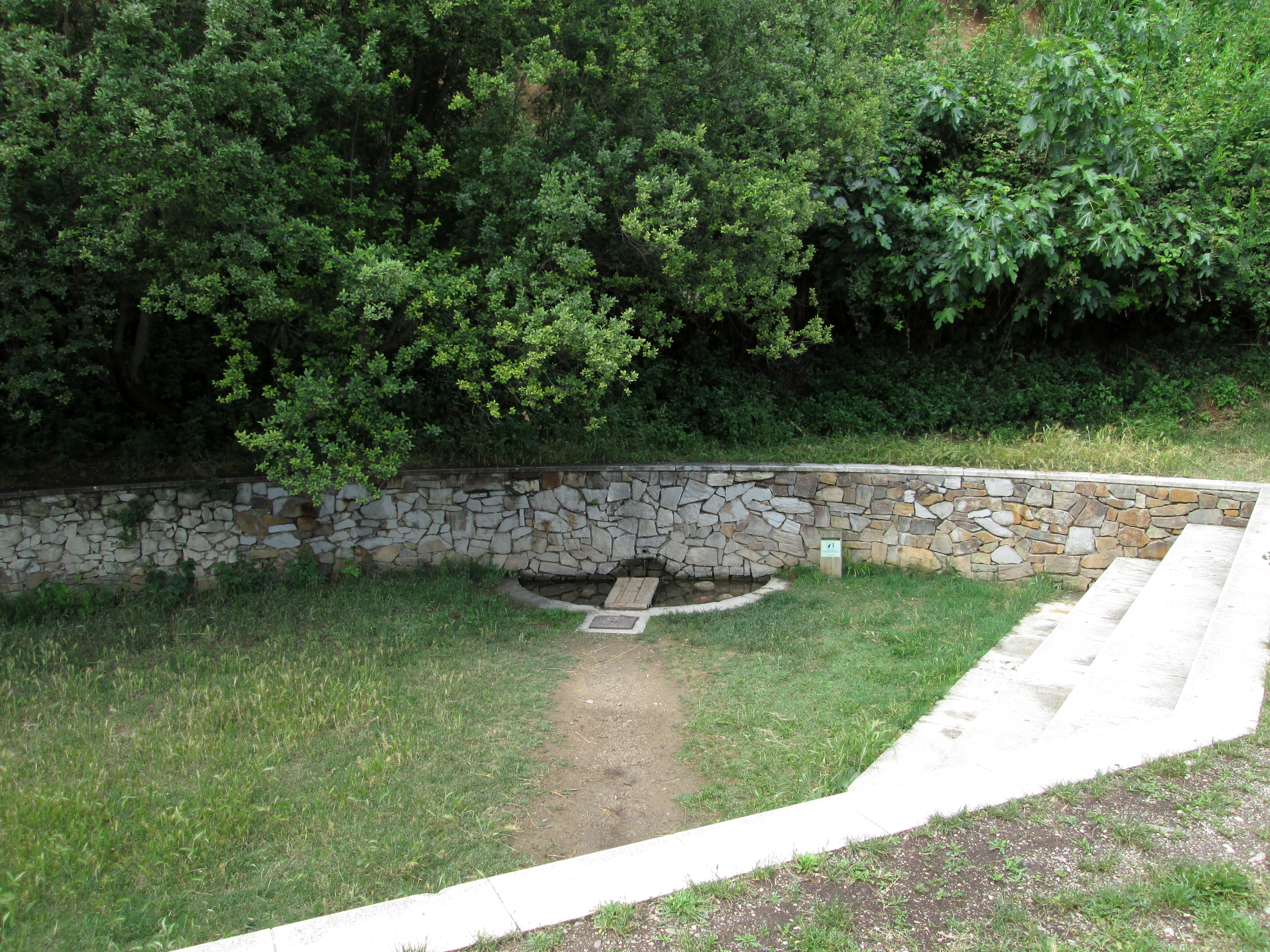
Font dels Degotalls

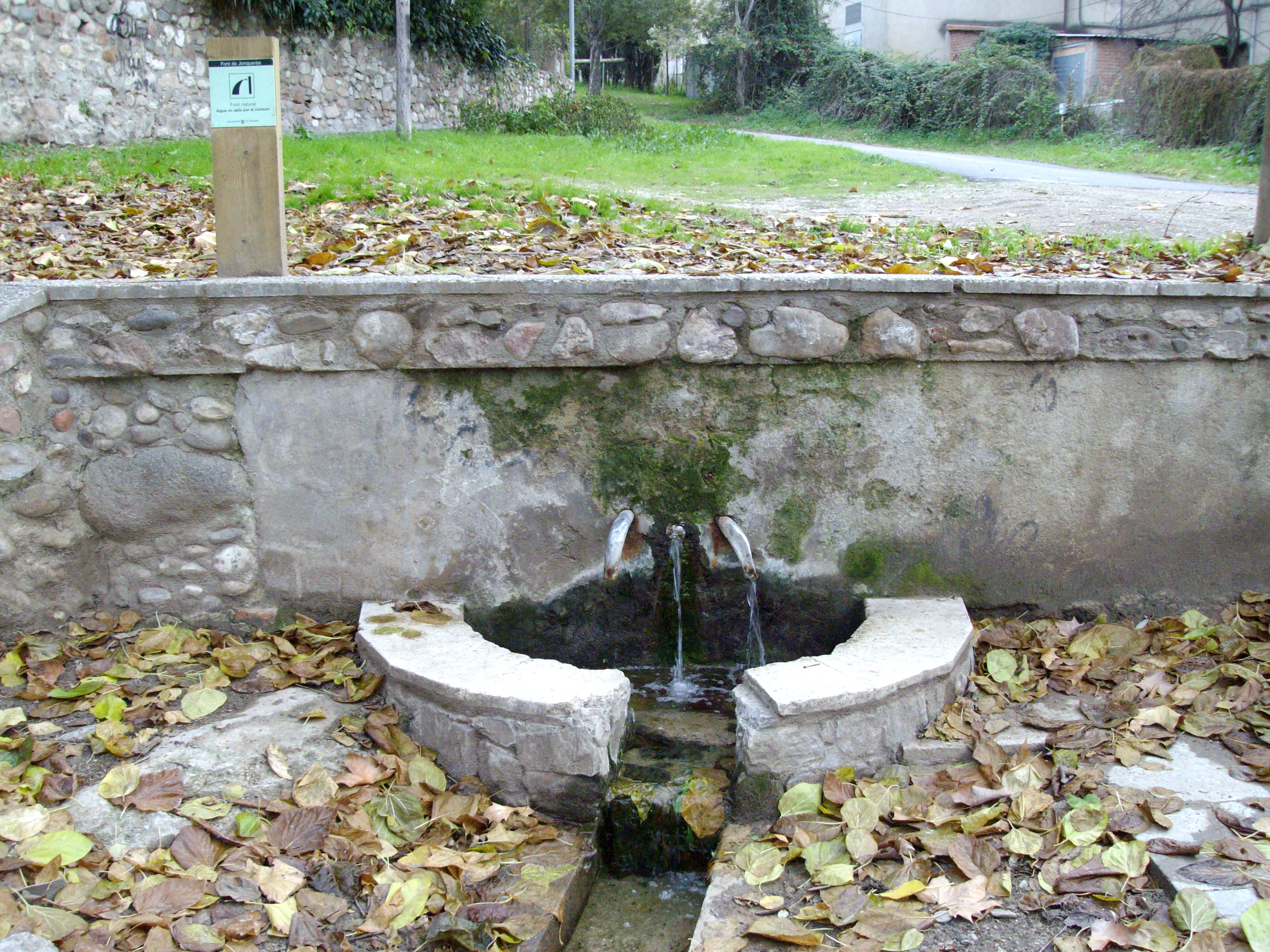
Font de Jonqueres

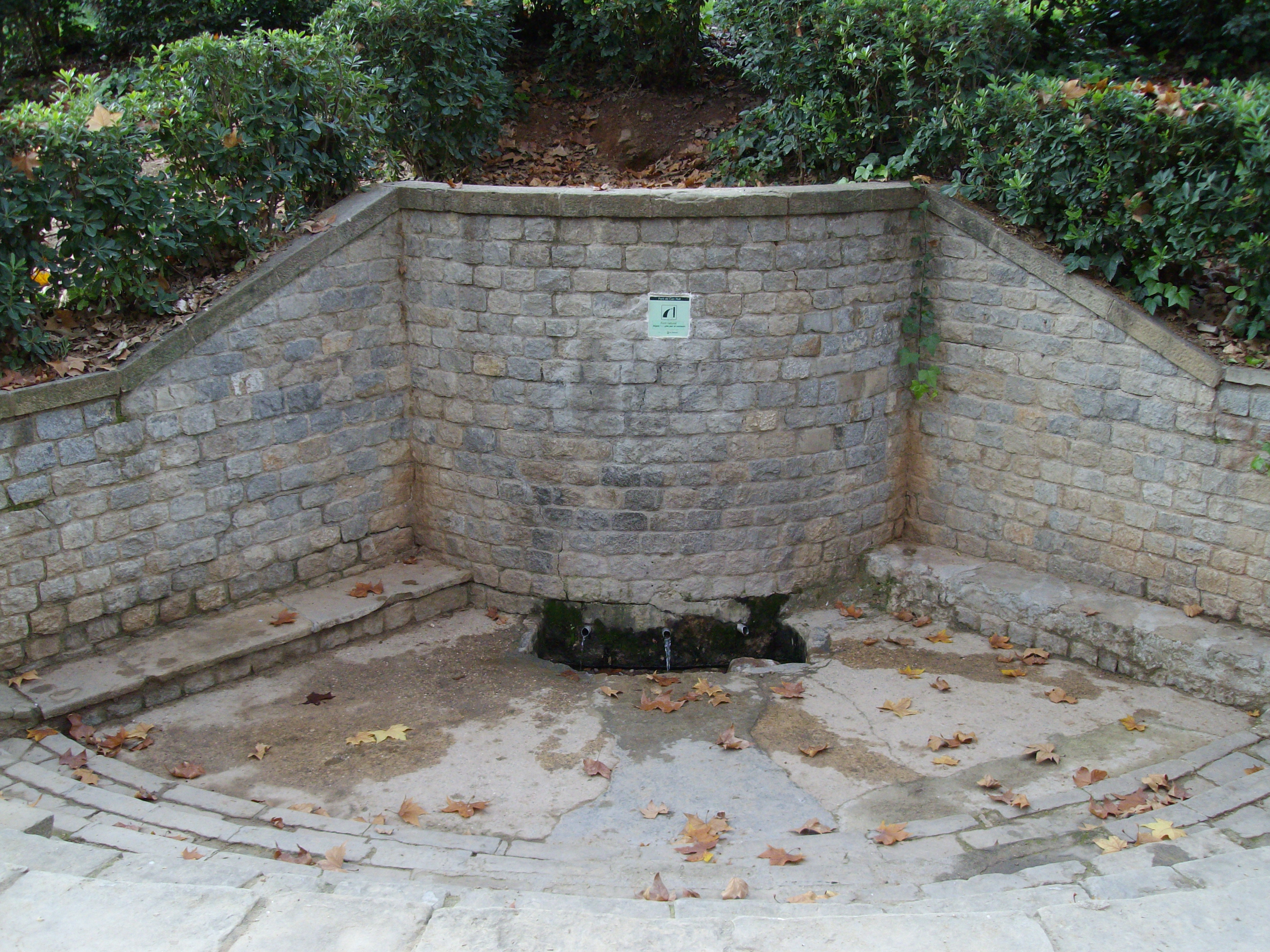
Font de Can Rull

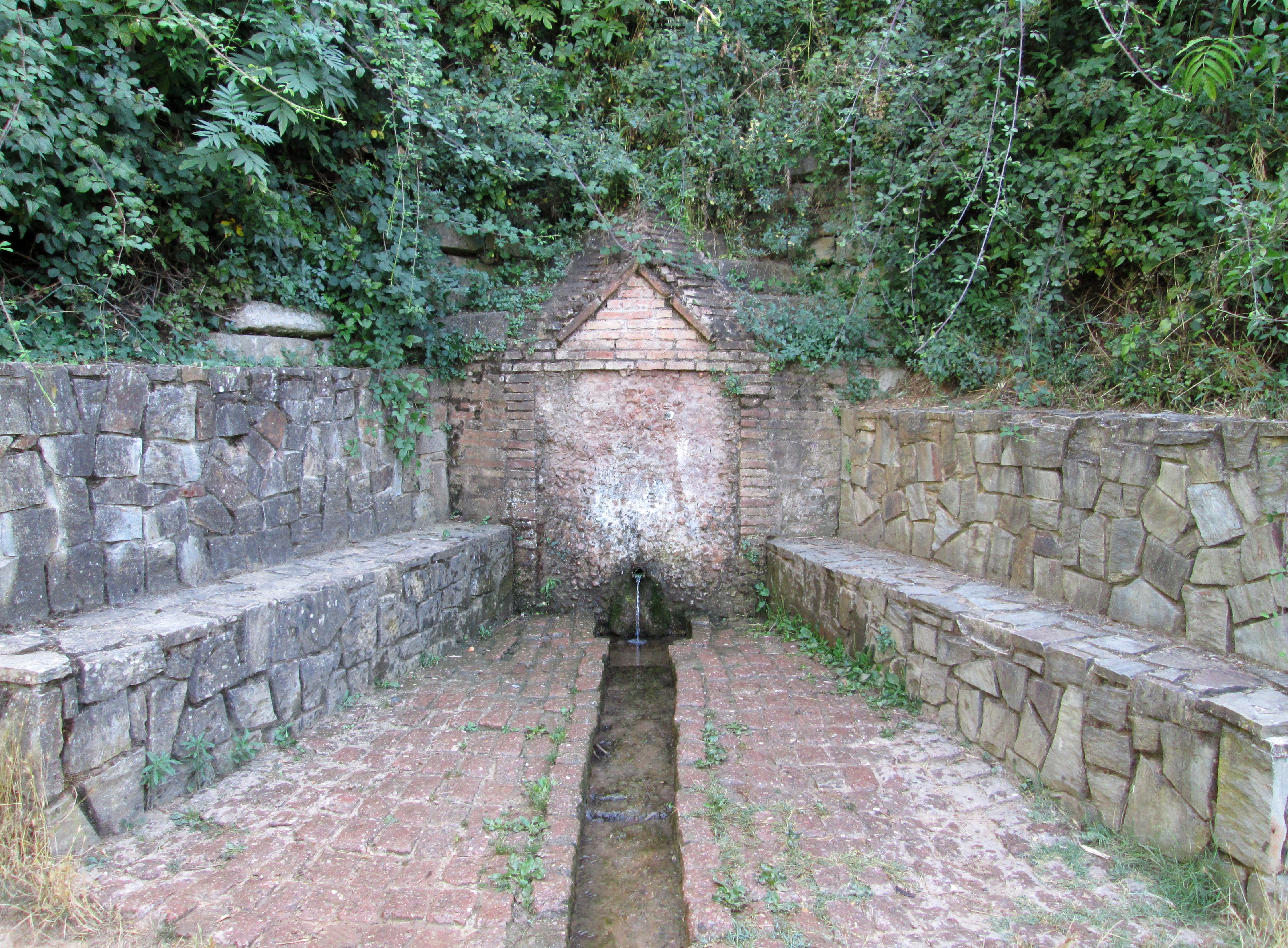
Font Vella de la Salut

Aquesta llista de fonts i mines de Sabadell és un recull de les fonts naturals i mines que es troben actualment al terme municipal de Sabadell (el Vallès Occidental):
- Font dels Gossos o del Torrent de Ribatallada
- Font de la Teula
- Font del Corró
- Font del Molí d'en Mornau
- Font de Sant Jaume
- Font del Roc del Sucaire
- Font de Can Català
- Font del Canyar
- Font de Jonqueres
- Font de Can Salvi
- Font del Sifó
- Font del Molí de l'Amat
- Font dels Gitanos
- Font de Can Puiggener
- Font de la Conquena
- Font del Sant
- Font del Fruiterar
- Font dels Degotalls
- Font Alta dels Degollats
- Font de les Mosques o d'en Torrella
- Font de Sant Antoni
- Font de la Roca
- Font dels Manyans
- Font del Patufet
- Font dels Senyors
- Font del Pi
- Font d'en Quimet
- Font de Can Moragues
- Font de la Tosca
- Font de Can Pagès
- Mina del Feu
- Font Baixa
- Font Alta
- Font de Can Llopis
- Font de la Torre del Canonge
- Font de Can Vilar
- Mina de Can Manent
- Font Vella de la Salut
- Font Nova de la Salut
- Mina de Can Mimó
- Font de la Coma
- Mina de Can Fadó Nou
- Mina de Can Lletget
- Mina de Ca n'Hereu o del Safareig
- Fonteta dels Gorines
- Mina de Can Pobla
- Font de Gotelles
- Font de la Moreria
- Font dels Capellans
- Font Improvisada
- Font de Sant Josep
- Font de Ca n'Argelaguet
- Font Rosella
- Font de Ca n'Oriac
- Font de Can Rull
- Font de Can Feu
- Font de Sant Pau de Riu-sec[1]

A més de totes les fonts i mines de la llista anterior, n'hi ha d'altres que, per estar situades molt a prop de l'antic contorn de la ciutat, han estat absorbides pel seu creixement. La construcció de col·lectores, esplanaments i abocament de terres de tota procedència a torrents i barrancs que voltaven el perfil de Sabadell, n'ha estat una altra causa. La contaminació de les aigües d'aquestes fonts situades gairebé dintre del clos de la ciutat o en punts molt concrets que han sofert transformacions importants ha fet també que moltes d'elles es perdessin definitivament i especialment després d'una ordre municipal del 1975 que en clausurà nombroses. Són les següents:
- Mina del Llovet
- Font de la Glorieta
- Mina del Torrent de Batllevell
- Font de Sant Josep i Sant Andreu
- La Mina
- Font o Mina del Cirera
- Fonta de la Timba
- Font del Molí d'en Fontanet
- Font del Cartró
- Font de la Maria
- Font de Can Major
- Mineta de Can Rimblas
- Font del Pare
- Font o Mina de Berardo[1]